# Ивановский район (Киргизская ССР)
Ивановский район — единица административного деления Киргизской ССР, существовавшая в июне 1942 — ноябре 1959 годов.
Ивановский район был образован в составе Фрунзенской области 24 июня 1942 года. Его центром было назначено село Ивановка. В 1949 году район имел площадь 0,9 тысяч км² и включал 12 сельсоветов:
- Ак-Ботойский
- Бириккенский
- Буденновский
- Ивановский
- Кен-Булунский
- Кировский
- Краснореченский
- Октябрьский
- Сан-Ташский
- Эбенфельдский
- Эпкиндюйский
- Юрьевский

27 января 1959 года Фрунзенская область была упразднена и Ивановский район перешёл в прямое подчинение Киргизской ССР. 26 ноября 1959 года Ивановский район был упразднён. При этом Краснореченский, Октябрьский сельские советы и Калининский поселковый совет были переданы в Кантский район, а Ивановский, Сын-Ташский, Юрьевский и Кен-Булунский сельские советы — в Чуйский район.